# Wertykulator

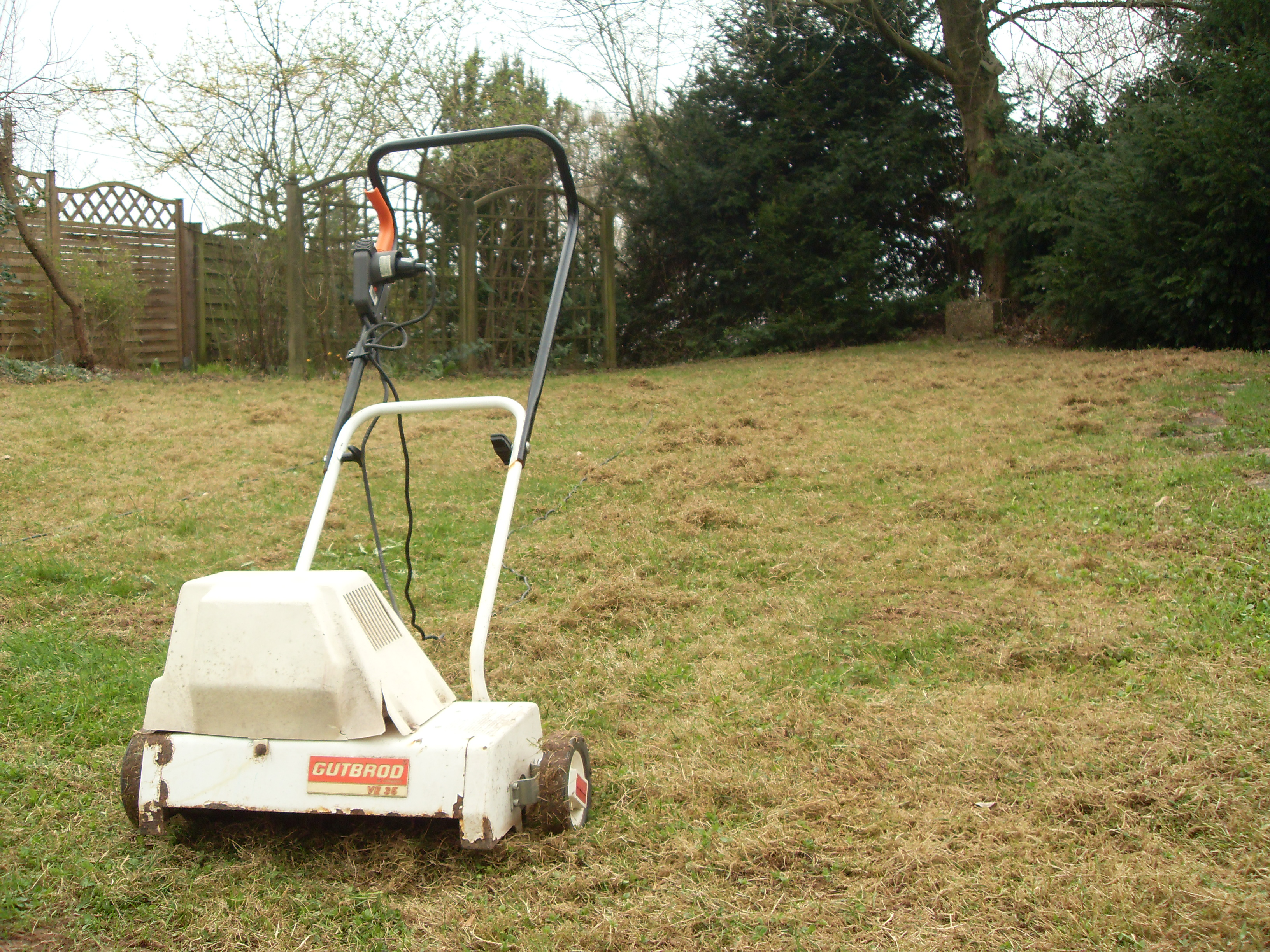
Wertykulator elektryczny

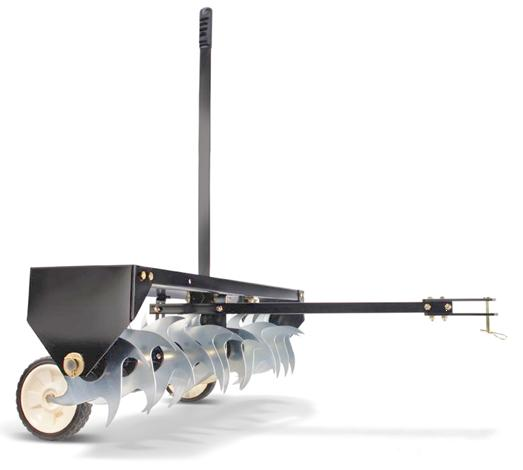
Wertykulator – przystawka do traktora

Wertykulator (skaryfikator) – urządzenie ogrodowe służące do wertykulacji tzn. napowietrzania oraz oczyszczania trawnika z filcu (mchu, zalegającej starej trawy, chwastów), którego elementami roboczymi są liczne noże, osadzone na obracających się bębnach.

## Rodzaje
Ze względu na rodzaj napędu wertykulatory dzieli się na ręczne, elektryczne lub akumulatorowe i spalinowe.
- Wertykulator ręczny (mechaniczny) to rodzaj grabi wyposażonych w wąskie, sztyletowate zęby, które wcinają się w glebę na głębokość kilku cm. Grabie takie mogą posiadać kółka, co ułatwia ich prowadzenie[2].
- Wertykulatory elektryczne ze względu na swoją moc, nadają się do mniejszych powierzchni (do ok. 600 metrów kwadratowych).
- Wertykulatory spalinowe mogą być stosowane na areałach od kilkuset do kilku tysięcy metrów kwadratowych.

Dostępne są również urządzenia 2 w 1 (tzw. system Combi – dwa wałki) łączące funkcję wertykulatora i aeratora w jednym urządzeniu (np. Flora, Alko, NAC).
Istnieją też wertykulatory w postaci przystawki do traktora, przeznaczone do długotrwałej intensywnej pracy na bardzo dużych powierzchniach.